# Álbuns número um na Billboard 200 em 2024
Esta é uma lista dos álbuns classificados como número um nos Estados Unidos em 2024. Os álbuns e EPs de melhor desempenho nos Estados Unidos estão classificados na parada da Billboard 200, publicada pela revista Billboard. Os dados são compilados pela Luminate Data com base nas vendas físicas e digitais semanais de cada álbum, bem como na contagem de streamings sob demanda e nas vendas digitais de suas faixas individuais.

## Histórico
| Data            | Álbum                         | Artista(s)             | Vendas              | Ref.          |
| --------------- | ----------------------------- | ---------------------- | ------------------- | ------------- |
| 6 de janeiro    | 1989 (Taylor's Version)       | Taylor Swift           | 98 mil              | [ 1 ] [ 2 ]   |
| 13 de janeiro   | 1989 (Taylor's Version)       | Taylor Swift           | 64 mil              | [ 3 ] [ 4 ]   |
| 20 de janeiro   | One Thing at a Time           | Morgan Wallen          | 61 mil              | [ 5 ] [ 6 ]   |
| 27 de janeiro   | American Dream                | 21 Savage              | 133 mil             | [ 7 ] [ 8 ]   |
| 3 de fevereiro  | American Dream                | 21 Savage              | 78 mil              | [ 9 ] [ 10 ]  |
| 10 de fevereiro | One Thing at a Time           | Morgan Wallen          | 66 mil              | [ 11 ] [ 12 ] |
| 17 de fevereiro | 35 Biggest Hits               | Toby Keith             | 66 mil              | [ 13 ] [ 14 ] |
| 24 de fevereiro | Vultures 1                    | ¥$: Ye e Ty Dolla Sign | 148 mil             | [ 15 ] [ 16 ] |
| 2 de março      | Vultures 1                    | ¥$: Ye e Ty Dolla Sign | 75 mil              | [ 17 ] [ 18 ] |
| 9 de março      | With You-th                   | Twice                  | 95 mil              | [ 19 ] [ 20 ] |
| 16 de março     | One Thing at a Time           | Morgan Wallen          | 68 mil              | [ 21 ] [ 22 ] |
| 23 de março     | Eternal Sunshine              | Ariana Grande          | 227 mil             | [ 23 ] [ 24 ] |
| 30 de março     | Eternal Sunshine              | Ariana Grande          | 100 mil             | [ 25 ] [ 26 ] |
| 6 de abril      | We Don't Trust You            | Future e Metro Boomin  | 251 mil             | [ 27 ] [ 28 ] |
| 13 de abril     | Cowboy Carter                 | Beyoncé                | 407 mil             | [ 29 ] [ 30 ] |
| 20 de abril     | Cowboy Carter                 | Beyoncé                | 125 mil             | [ 31 ] [ 32 ] |
| 27 de abril     | We Still Don't Trust You      | Future e Metro Boomin  | 127 mil             | [ 33 ] [ 34 ] |
| 4 de maio       | The Tortured Poets Department | Taylor Swift           | 2 milhões e 610 mil | [ 35 ] [ 36 ] |
| 11 de maio      | The Tortured Poets Department | Taylor Swift           | 439 mil             | [ 37 ] [ 38 ] |
| 18 de maio      | The Tortured Poets Department | Taylor Swift           | 282 mil             | [ 39 ] [ 40 ] |
| 25 de maio      | The Tortured Poets Department | Taylor Swift           | 260 mil             | [ 41 ] [ 42 ] |
| 1 de junho      | The Tortured Poets Department | Taylor Swift           | 378 mil             | [ 43 ] [ 44 ] |
| 8 de junho      | The Tortured Poets Department | Taylor Swift           | 175 mil             | [ 45 ] [ 46 ] |
| 15 de junho     | The Tortured Poets Department | Taylor Swift           | 148 mil             | [ 47 ] [ 48 ] |
| 22 de junho     | The Tortured Poets Department | Taylor Swift           | 127 mil             | [ 49 ] [ 50 ] |
| 29 de junho     | The Tortured Poets Department | Taylor Swift           | 126 mil             | [ 51 ] [ 52 ] |
| 6 de julho      | The Tortured Poets Department | Taylor Swift           | 115 mil             | [ 53 ] [ 54 ] |
| 13 de julho     | The Tortured Poets Department | Taylor Swift           | 114 mil             | [ 55 ] [ 56 ] |